# Province de José Ballivián
Pour les articles homonymes, voir Ballivián.
La province de José Ballivián ou General José Ballivián Segurola est une des huit provinces du département de Beni, en Bolivie. Son chef-lieu est la ville de Santos Reyes[réf. nécessaire].